# Текериш
Текериш је насељено место града Лознице у Мачванском округу. Према попису из 2022. била су 152 становника.
Овде се налази Спомен-костурница на Церу и Црква Светог пророка Илије у Текеришу.

## Географски положај
Текериш се налази у западном делу Србије, на крајњем североистоку града Лозница, која је погранична општина смештена у средишњем делу Мачванског округа. Село се налази на 30 km североисточно од Лознице. Припада северном делу области Јадар. Ближе одређено, налази се на југозападним падинама планине Цер. Када је у питању саобраћајни положај овог села, налази се на путу Шабац—Завлака, на 13 km од села Завлака. Овај пут је део регионалног пута Лозница—Ваљево.

## Историја
У њему се налази споменички комплекс „Српским јунацима“, посвећен Церској бици чије су се најжешће битке водиле на простору овог села у ноћи између 15. и 16. августа 1914. Од тада је остала изрека:
Дођи швабо да видиш где је српски Текериш!

## Демографија
У насељу Текериш живи 325 пунолетних становника, а просечна старост становништва износи 50.7 година (49.4 код мушкараца и 51.8 код жена). У насељу има 156 домаћинстава, а просечан број чланова по домаћинству је 2.37.
Ово насеље је великим делом насељено Србима (према попису из 2002. године), а у последња три пописа, примећен је пад у броју становника.
|  |

| Демографија | Демографија | Демографија |
| Година      | Становника  | Становника  |
| ----------- | ----------- | ----------- |
| 1948.       | 989         |             |
| 1953.       | 925         |             |
| 1961.       | 913         |             |
| 1971.       | 820         |             |
| 1981.       | 616         |             |
| 1991.       | 424         | 415         |
| 2002.       | 370         | 384         |
| 2011.       | 286         |             |
| 2022.       | 152         |             |

| Етнички састав према попису из 2002.‍ | Етнички састав према попису из 2002.‍ | Етнички састав према попису из 2002.‍ | Етнички састав према попису из 2002.‍ | Етнички састав према попису из 2002.‍ |
| ------------------------------------ | ------------------------------------ | ------------------------------------ | ------------------------------------ | ------------------------------------ |
|                                      |                                      |                                      |                                      |                                      |
| Срби                                 | Срби                                 |                                      | 369                                  | 99,72%                               |
| непознато                            | непознато                            |                                      | 1                                    | 0,27%                                |

| Година пописа     | 1948. | 1953. | 1961. | 1971. | 1981. | 1991. | 2002. |
| ----------------- | ----- | ----- | ----- | ----- | ----- | ----- | ----- |
| Број домаћинстава | 171   | 177   | 195   | 192   | 191   | 158   | 156   |

| Број чланова      | 1  | 2  | 3  | 4  | 5 | 6 | 7 | 8 | 9 | 10 и више | Просек |
| ----------------- | -- | -- | -- | -- | - | - | - | - | - | --------- | ------ |
| Број домаћинстава | 49 | 63 | 14 | 13 | 8 | 3 | 5 | 1 | 0 | 0         | 2,37   |

| Пол    | Укупно | Неожењен/Неудата | Ожењен/Удата | Удовац/Удовица | Разведен/Разведена | Непознато |
| ------ | ------ | ---------------- | ------------ | -------------- | ------------------ | --------- |
| Мушки  | 157    | 33               | 102          | 17             | 5                  | 0         |
| Женски | 173    | 16               | 101          | 54             | 1                  | 1         |
| УКУПНО | 330    | 49               | 203          | 71             | 6                  | 1         |

| Пол    | Укупно                    | Пољопривреда, лов и шумарство | Рибарство                            | Вађење руде и камена | Прерађивачка индустрија       |
| ------ | ------------------------- | ----------------------------- | ------------------------------------ | -------------------- | ----------------------------- |
| Мушки  | 109                       | 76                            | 0                                    | 0                    | 1                             |
| Женски | 84                        | 73                            | 0                                    | 0                    | 1                             |
| УКУПНО | 193                       | 149                           | 0                                    | 0                    | 2                             |
| Пол    | Производња и снабдевање   | Грађевинарство                | Трговина                             | Хотели и ресторани   | Саобраћај, складиштење и везе |
| Мушки  | 1                         | 6                             | 4                                    | 1                    | 3                             |
| Женски | 1                         | 0                             | 1                                    | 0                    | 0                             |
| УКУПНО | 2                         | 6                             | 5                                    | 1                    | 3                             |
| Пол    | Финансијско посредовање   | Некретнине                    | Државна управа и одбрана             | Образовање           | Здравствени и социјални рад   |
| Мушки  | 0                         | 1                             | 1                                    | 5                    | 2                             |
| Женски | 0                         | 0                             | 1                                    | 3                    | 3                             |
| УКУПНО | 0                         | 1                             | 2                                    | 8                    | 5                             |
| Пол    | Остале услужне активности | Приватна домаћинства          | Екстериторијалне организације и тела | Непознато            | Непознато                     |
| Мушки  | 1                         | 0                             | 0                                    | 7                    | 7                             |
| Женски | 0                         | 0                             | 0                                    | 1                    | 1                             |
| УКУПНО | 1                         | 0                             | 0                                    | 8                    | 8                             |